# Exoterismo
Exoterismo se refere ao conhecimento que está fora e independente da experiência de uma pessoa e pode ser verificado por qualquer pessoa (relacionado ao bom senso). Existe em oposição ao termo "esotérico", oculto, aquilo que é entendido somente pelos iniciados.
A palavra exotérico é derivada da forma comparativa do grego "ἔξω" (eksô, "de, de, de fora"). Significa tudo o que é público, sem limites ou universal. É distinto do conhecimento esotérico interno. "Exotérico" se relaciona com a realidade externa em oposição aos pensamentos ou sentimentos de uma pessoa. É o conhecimento público e não secreto ou cabalístico. Não é necessário que o conhecimento exotérico venha fácil ou automaticamente, mas deve ser referenciável ou reproduzível.

## Contexto filosófico
No contexto da filosofia da Grécia Antiga, os termos "esotérico" e "exotérico" são utilizados por acadêmicos contemporâneos não para denotar que havia segredo, mas para distinguir dois procedimentos de pesquisa e educação: o primeiro reservado aos ensinos que eram desenvolvidos "dentro das paredes" da escola filosófica, dentre um círculo de pensadores ("eso-" indicando recôndito, como nas aulas internas à instituição), em oposição daqueles que eram divulgados ao público em discursos e obras publicadas ("exo-": fora). É implícito o significado inicial desta última palavra quando Aristóteles cunhou o termo "falas exotéricas" (ἐξωτερικοὶ λόγοι) talvez para se referir àquelas que ele realizou fora de sua escola. Apesar disso, ele nunca empregou o termo "esotérico" e não há evidências de que fez tratados especializados secretos; há um relato duvidoso por Aulo Gélio, segundo o qual Aristóteles divulgava de tarde os assuntos exotéricos de política, retórica e ética ao público em geral, enquanto reservava a parte da manhã em caminhada com seus discípulos do Liceu para os ensinos do tipo "akroatika" (acroamáticos), referentes a filosofia natural e lógica. Além do mais, o termo "exotérico" para Aristóteles poderia ter outro sentido, hipoteticamente referindo-se também a um conteúdo concernente a uma realidade extracósmica, ta exo, superior e além do Céu, exigindo abstração e lógica, em contraste com o que chamou de enkyklioi logoi, conhecimentos "de dentro do círculo", envolvendo a physis intracósmica que circunda o cotidiano. Há um relato por Estrabão e Plutarco, porém, que afirma que textos escolares do Liceu tinham veiculação interna e sua publicação era mais controlada, em contraste com os exotéricos, e que esses textos "esotéricos" teriam sido redescobertos e compilados apenas com Andrônico de Rodes. Já Platão teria transmitido oralmente ensinos intramurais a seus discípulos, cujo suposto conteúdo "esotérico" sobre os Primeiros Princípios é particularmente realçado pela Escola de Tübingen como distinto dos ensinos escritos aparentes e veiculados em livros ou palestras públicas. Mesmo Hegel posteriormente teria comentado sobre a análise dessa distinção na hermenêutica moderna de Platão e Aristóteles:
"Para expressar um objeto externo não é necessário muito, mas para comunicar uma ideia uma capacidade deve estar presente, e isso sempre permanece algo esotérico, de modo que nunca houve nada puramente exotérico sobre o que os filósofos dizem".
Provavelmente a partir da dicotomia "exôtikos/esôtikos", o mundo helenístico desenvolveu a distinção clássica entre exotérico/esotérico, estimulada pelo criticismo das diversas correntes como pela Patrística. Conforme exemplos do par conceitual em Luciano, Galeno e Clemente de Alexandria, naquela época era considerada uma prática comum entre os filósofos guardarem-se escritos e ensinos secretos, e um paralelo de sigilo e elite reservada também se encontrava no ambiente contemporâneo do gnosticismo. Depois, Jâmblico já apresentaria seu sentido próximo ao do moderno, pois distinguia os pitagóricos antigos entre os matemáticos "exotéricos" e acusmáticos "esotéricos", estes últimos que proferiam ensinamentos enigmáticos e sentidos alegóricos ocultos.

## Contexto religioso
Da mesma forma que o termo "esotérico" é frequentemente associado à espiritualidade esotérica, o termo "exotérico" é usado principalmente em discussões sobre religião e espiritualidade, como quando os ensinamentos mudam o foco do crente de uma exploração do eu interior para uma adesão a regras, leis e um Deus individual. O termo "exotérico" também pode refletir a noção de uma identidade divina que está fora e diferente da identidade humana, enquanto a noção esotérica afirma que o divino deve ser descoberto dentro da identidade humana. Indo um passo adiante, a noção panteísta sugere que o mundo divino e o mundo material são um e o mesmo. A interpretação ismaelita do islamismo xiita opera na estrutura de uma coexistência entre a forma exotérica (zahir) e a essência esotérica (batin). Sem o esotérico, o exotérico é como uma miragem ou ilusão sem lugar na realidade.

## Governo
A forma exotérica de governo é aquela em que todas as ações tomadas pelo governo devem ser divulgadas publicamente e ratificadas pelo público. Isso costuma ser chamado de transparência da governança.

## Sociedades
Muitas sociedades são divididas em 2 seções - a exotérica ou "face pública" e a esotérica ou "à porta fechada". Essas são muitas organizações fraternas, como a Maçonaria, que em algum nível são acessíveis aos não iniciados, mas que têm níveis cada vez mais altos de iniciação conforme a pessoa progride.